# Liftkasse
En liftkasse er en kasse eller tilnærmelsesvist et lille lad, der er bygget til at hænge på liften bag på en traktor. I mindre landbrug bruges den ofte til at hente mindre portioner frisk foder fra marken eller andre småopgaver hvor det er uhensigtsmæssigt at køre med en anhænger. Ofte er det et ideelt transportredskab ved opsætning af og tilsyn med hegn i folde og løkker.